# Berdica

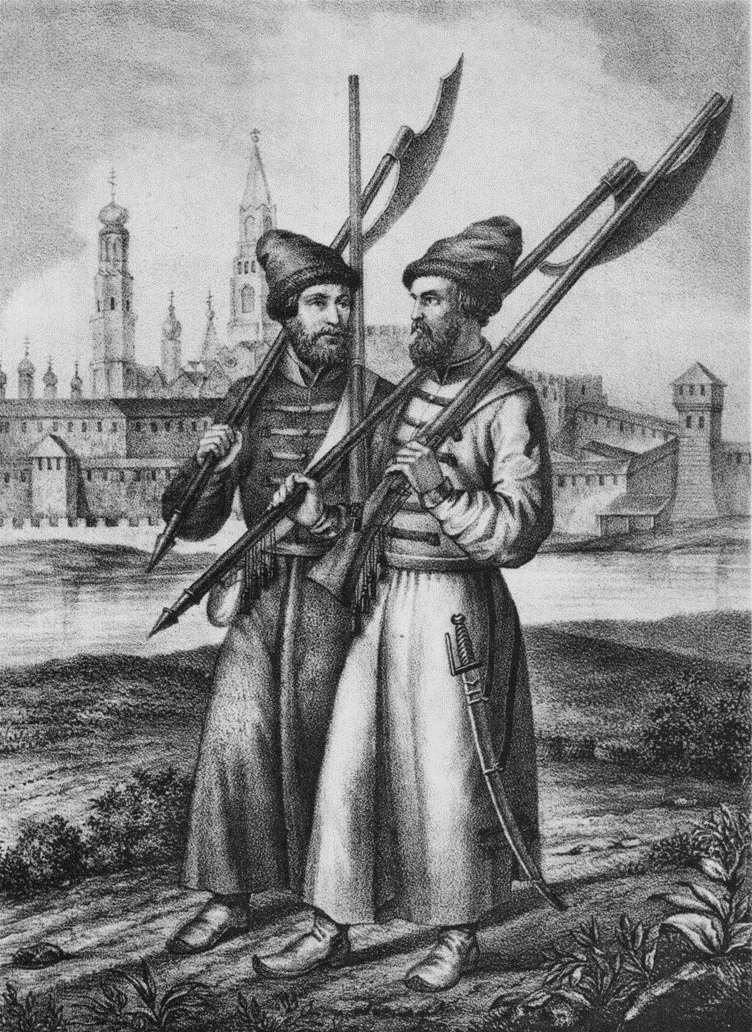
Strel'cy Russi armati di berdica e moschetto - XVII secolo.

La berdica era un'arma inastata in uso in Europa Orientale e nelle terre del futuro Impero russo (Moscovia, Kiev ecc.). Era una grande ascia da battaglia con asta (manico) di circa un metro e mezzo e lama di scure a mezzaluna, la cui estremità inferiore andava ad agganciarsi all'asta. Derivata con buona probabilità dalla Sparth, variante "gigante" dell'ascia danese, la berdica differisce dall'alabarda perché manca della cuspide superiore e dell'uncino posteriore.

## Storia
La data esatta di origini della berdica è ancora oggetto di discussione. Seppur secondo alcuni studiosi si possa parlare di berdiche ormai differenti dall'originale sparth vichinga sin dal XIV secolo, l'arma non entrò in uso nelle terre della Russia ed in Scandinavia prima del XVI secolo. In Italia,al Museo Archeologico Medioevale di Attimis (UD) è custodita una lama di berdica rinvenuta presso il vicino castello della Motta, probabilmente portata da un corpo di guardia germanico nella prima metá del XIII secolo.
Nel XVII secolo, la berdica era ormai arma d'ordinanza degli Strel'cy russi, il corpo militare misto (fanteria, cavalleria e dragoni) incaricato di sorvegliare il Cremlino, e della fanteria pesante della Confederazione Polacco-Lituana e del Regno di Svezia. Data la sua forma, l'arma venne utilizzata dalle truppe di tiratori in luogo della forcella d'appoggio utilizzata nel resto d'Europa.
Parallelamente, nel Seicento l'arma si diffuse in Scozia, paese a sua volta interessato da una forte contaminazione bellico-tecnologica vichinga, ove diede origine a due particolari fogge di arma inastata: l'Ascia Lochaber ed il Bastone di Jedburgh.

## Costruzione
Le due caratteristiche peculiari della berdica sono:
- Lama di scure lunga sino a 60 cm, in forma di mezzaluna molto allungata, la cui estremità inferiore si congiunge al manico tramite un anello metallico. Nelle varianti tarde, la lama assume la forma di una mannaia con la sola estremità superiore incurvata ad uncino e presentante un contro-taglio simile a quello di una scimitarra;
- Asta (manico) di 150 cm massimo, cioè molto corto per un'arma inastata.

La foggia e le modalità di utilizzo della berdica confermano la sua natura ibrida, a metà strada tra la normale ascia da battaglia ed un'arma inastata vera e propria quale l'alabarda.
Durante il regno di Giovanni III di Polonia, i polacco-lituani svilupparono una variante più piccola dell'arma.